# روبرت روني
روبرت روني (بالإنجليزية: Robert Rooney)‏ هو مصور ورسام أسترالي، ولد في 24 سبتمبر 1937 في ملبورن في أستراليا، وتوفي في 21 مارس 2017.